# Théodore de Sykéon
 (juin 2010).
Si vous disposez d'ouvrages ou d'articles de référence ou si vous connaissez des sites web de qualité traitant du thème abordé ici, merci de compléter l'article en donnant les références utiles à sa vérifiabilité et en les liant à la section « Notes et références ».
Théodore de Sykéon est un moine, évêque et ascète grec, né vers le milieu du VIe siècle, sous le règne de l'empereur Justinien Ier, dans le village de Sykéon, près d'Anastasiopolis, dans la province de Galatie (Asie Mineure), et mort le 22 avril 613, au début du règne d'Héraclius. 

## Biographie
Il était fils d'une aubergiste célibataire s'adonnant occasionnellement à la prostitution et d'un messager impérial de passage. D'après la tradition hagiographique, sa mère prévoyait pour lui une carrière militaire, mais il se signala dès son enfance, au cours de laquelle il aurait été guéri miraculeusement d'une grave maladie, par ses exercices d'ascèse, ses visions et ses miracles. Il se serait retiré dans un ermitage dès l'âge de 14 ans, près du martyrion de saint Georges dominant son village; peu après, faisant croire à sa disparition, il se serait même fait emmurer vivant dans une cavité souterraine sous l'autel du martyrion, où il resta dans le silence, ravitaillé par un ami à travers un trou, pendant deux ans, et d'où il fut finalement extrait presque mort. Ordonné prêtre par l'évêque d'Anastasiopolis à l'âge de 17 ans, il effectua ensuite un pèlerinage en Palestine où il se fit moine à la laure de Choziba. Revenu dans sa patrie, il reprit ses pratiques d'ascèse extrême: il vivait de Pâques à Noël enchaîné dans une étroite cage de fer qu'il avait fait fabriquer, et de l'Epiphanie à Pâques dans la cavité souterraine qu'il avait creusée, n'en sortant que le samedi et le dimanche pour assister aux offices religieux et prêcher.
Il se vit rapidement attribuer de nombreux miracles (guérisons, exorcismes, fin d'une sécheresse et d'une invasion de sauterelles, bêtes sauvages apprivoisées...) et attira autour de lui de nombreux moines qui constituèrent une communauté. Il reçut la visite du futur empereur Maurice (regn. 582-602) et lui aurait prédit son accession au trône. Après son avènement, Maurice se fit le bienfaiteur du monastère constitué autour de Théodore, et lui permit d'entretenir un grand nombre de nécessiteux.
À la mort de l'évêque d'Anastasiopolis, le saint ascète fut extrait de son ermitage par une foule pieuse et forcé d'accepter l'épiscopat des mains du métropolite Paul d'Ancyre. Après plusieurs années dans cette fonction, il retourna à Jérusalem et vécut un temps, en dissimulant son identité, dans la Laure de Saint-Sabas. Il revint ensuite à 
Anastasiopolis. Finalement il aurait obtenu d'être délivré de la charge de l'épiscopat par le patriarche de Constantinople Cyriaque (595-606) et put se retirer à nouveau dans son ermitage.
Considéré comme un saint de son vivant, sa réputation devint si grande qu'il fut consulté par les empereurs (Maurice, puis Phocas, et enfin Héraclius), par les patriarches de Constantinople Thomas Ier et Serge Ier, et il dut faire plusieurs séjours dans la capitale de l'Empire. On lui attribue un certain nombre de prédictions importantes faites à ces autorités. À sa mort, sa dépouille fut solennellement transférée à Constantinople, où fut organisée une grande cérémonie en présence de l'empereur Héraclius qui s'agenouilla devant les restes du saint. La Vie de Théodore de Sykéon, écrite vers le milieu du VIIe siècle par son ancien disciple Georges, est une des sources les plus précieuses sur la culture de cette époque.

## Sources
- Vie de Théodore de Sykéon par Georges le Moine, éd. A. J. Festugière. Subsidia Hagiographica, 48. 2 vol. Bruxelles, Société des Bollandistes, 1970.